# Emidio Mucci
Emidio Mucci (Roma, 22 luglio 1886 – Roma, 23 novembre 1977) è stato un librettista e musicologo italiano.

## Biografia
Suo padre, romano di seconda generazione (i Mucci provenivano da Montolmo, oggi Corridonia), era sindaco del Pio Istituto di San Girolamo della Carità, membro della Commissione del Pubblico Patrocinio, nonché consigliere dell'Ordine degli Avvocati di Roma e successivamente del Collegio degli Avvocati del Sacro Concistoro. Al pari del fratello Renato (segretario particolare del governatore di Roma Francesco Boncompagni Ludovisi), Emidio seguì le orme paterne laureandosi in legge e abilitandosi alla professione di avvocato. 
Successivamente frequentò un corso di letteratura teatrale tenuto da Pietro Paolo Trompeo e fu allievo di composizione del maestro Ezio Carabella presso il Conservatorio di Santa Cecilia.
La sua grande passione, però, fu il teatro lirico. La musica era nella tradizione familiare con radici a Montolmo, dove fu attivo un teatro fin dai primi anni del XVII secolo, nonostante si trattasse, allora, di un comune di circa cinquemila abitanti. Il teatro di Montolmo è dedicato oggi a Giovanni Battista Velluti, famoso castrato.
Come letterato Emidio Mucci rivela spiccate influenze dannunziane. Compose molti libretti teatrali per musicisti del suo tempo.
Intensa soprattutto la sua collaborazione con Licinio Refice, per il quale scrisse: Cecilia (1922), Trittico francescano (1925), Ombra di nube e altre liriche, La Samaritana (1935), Margherita da Cortona (1936), L'Oracolo (1944), Lilium Crucis (1949), Il Mago (1952). Per Margherita da Cortona, notevole tributo al Sacro del Novecento musicale, Mucci stesso raccolse la leggenda della santa di Cortona dalla bocca di un pastore cortonese. La prima fu al Teatro alla Scala il 1º gennaio 1938.
Realizzò anche alcuni libretti per Ezio Carabella, come Stella del mare, un quadro mistico ispirato alla vicenda di Rosvita di Gandersheim.
Curò la versione ritmica di varie opere straniere come Giovanna d'Arco al rogo di Claudel-Honegger, Sansone di Hamilton-Händel, Il sacrificio di Lucrezia di Duncan-Britten, Cristoforo Colombo di Claudel-Milhaud.
Adattò con testo italiano alcuni episodi evangelici come Emmaus, la Vedova di Naim. Intensa fu anche l'attività editoriale del Mucci nel campo della musicologia: realizzò fra l'altro due studi su Bernardino Molinari e Lino Liviabella; scrisse anche su Bonaventura Somma.

## Premi
- 1960 - Premio di operosità artistica, della Cassa Nazionale di Assistenza e Previdenza tra gli Scrittori Italiani e la Cassa Nazionale Assistenza Musicisti, «quale riconoscimento della sua fervida attività letteraria in collaborazione con musicisti italiani».[13]

## Opere

### Libretti, oratori, azioni coreografiche
- La linea del cuore : operetta in tre atti; musica di Ezio Carabella, Milano, G. Ricordi e C., 1922.
- Cecilia : azione sacra in tre episodi (quattro quadri), musica di Licinio Refice, Milano, G. Ricordi & C., 1924.
- Cirillino, per Gaetano Zuccoli, 1924.
- Canti della terra d'Abruzzo, di Ettore Montanaro, di cui diede una versione ritmica, 1924-27.
- Stornelli delle stagioni, per la musica di Bonaventura Somma, 1930.
- Algerina, intermezzo canzone, per Gaetano Zuccoli, 1930.
- Volti la lanterna - scene della Roma sparita, commedia, per la musica di Ezio Carabella 1933.
- Un po' d'amore, canzone dal film T'amerò sempre, per Ezio Carabella, 1933.
- La Samaritana, episodio evangelico, musica di Licinio Refice, Milano, G. Ricordi e C., 1934.
- Inno a Benito Mussolini, per la musica di Giacinto Sallustio, strumentato per grande banda da Luigi Cirenei, come pure da Illuminato Culotta, 1935.
- Trittico francescano; musica di Licinio Refice, Milano, G. Ricordi e C., 1936.
- Margherita da Cortona : leggenda in un prologo e tre atti, musica di Licinio Refice, Milano, G. Ricordi & C., 1937.
- Vol Planè, bizzarria o fantasia orientale, in tre atti, per la musica di Gaetano Zuccoli, 1938.
- La linea del cuore, operetta per la musica di Ezio Carabella, riduzione di Riccardo Massucci, 1938.
- Altair, azione coreografica in tre quadri, musica di Ennio Porrino, Milano, G. Ricordi e C., 1940.
- Antigone, tragedia lirica in tre atti per la musica di Lino Liviabella, 1941.
- Urashima-Tarò, leggenda giapponese in un atto, 1939.
- Le veglie di Siena, di Horatio Vecchi (revisione di Emidio Mucci), 1940.
- Antigone : tragedia lirica in tre atti; musica di Lino Liviabella, Roma, De Santis, 1942.
- Sorella Chiara, cantata per soprano, baritono, voce recitante, coro e orchestra, per la musica di Lino Liviabella, 1943.
- Caterina da Siena, cantata drammatica per soprano (cantante e recitante), coro e orchestra, per la musica di Lino Liviabella, 1947.
- Salammbò, tragedia lirica in quattro atti, per la musica di Franco Casavola, Milano, G. Ricordi e C., 1948.
- Liliadeh per Maurizio Quintieri; Giovanna D'Arco al Rogo, di Paul Claudel, per la musica di Arthur Honegger, 1950.
- O Crux, ave!, cantata per soprano, tenore, coro e orchestra, per la musica di Lino Liviabella, 1950.
- Romulus, leggenda in tre atti, per la musica di Salvatore Allegra, 1952.
- La Conchiglia, novella drammatica in due atti per la musica di Lino Liviabella, 1952.
- Lilium Crucis, mistero sacro per soli, musica di Raffaele Licinio, Milano, G. Ricordi e C., 1952.
- Il bacio, opera in tre atti incompiuta, per Riccardo Zandonai, Milano, G. Ricordi e C., 1954.
- Le sette parole di Gesù sulla Croce, per tenore e voce recitante, per la musica di Lino Liviabella.
- Himnu cristiani in diem, di Aurelio Prudentio Clemente, per la musica di Ottavio Ziino, 1959.
- Il cicalamento delle donne al bucato, di Alessandro Striggio, commedia in cinque parti, revisione di Emidio Mucci, per Bonaventura Somma.
- I fidi amanti, favola pastorale, di Gasparri Torelli, revisione di Emidio Mucci, 1967.

### Saggi
- Emidio Mucci, La vita di Don Lorenzo Perosi e la Ressurezione di Cristo, in collaborazione con E. Carabella, Milano, Bottega di Poesia, 1924.
- Emidio Mucci, Bernardino Molinari, Lanciano, Carabba, 1941.
- Emidio Mucci, Lino Liviabella (PDF), Macerata, Tipografia Maceratese, 1974.

### Traduzioni
- Paul Claudel, Giovanna d'Arco al rogo, Firenze, Fussi-Sansoni, 1951.